# Alexander Móži
Alexander Móži (8. listopadu 1936 Reca – 5. srpna 2008 Bratislava) byl slovenský houslista, etnomuzikolog, hudební skladatel a vysokoškolský pedagog.

## Život
Pocházel z hudební rodiny. V roce 1961 absolvoval Vysokou školu pedagogickou v Bratislavě, kde studoval hru na housle, hudební výchovu a slovenský jazyk. Učil na Pedagogickém institutu v Trnavě, na Pedagogické fakultě v Bratislavě a na Vysoké škole pedagogické Terézie Brunsvikovej v Sarvaši.
Postgraduální studium absolvoval v letech 1968–1973 na Muzikologickém ústavu Maďarské akademie věd v Budapešti. Jeho školitelem byl akademik Bence Szabolcsi. Studium dokončil dizertační prací: Paralelizmy vo vývoji slovenskej a maďarskej tanečnej hudby a ľudovej piesne zo XVII.–XVIII. storočia. Nějaký čas pak působil na Univerzitě Janusa Pannoniusa v Pécsi.
Roku 1991 získal titul docenta dějin a teorie umění. V letech 1985–2008 byl pedagogem na Katedře teorie hudby Vysoké škole múzických umění v Bratislavě a externě vyučoval také na Konzervatoři Dezidera Kardoše v Topoľčanech.
Od roku 1994 působil v zahraničních službách Ministerstva školství Slovenské republiky jako lektor slovenského jazyka a kultury v Maďarsku. Přednášel na vysokých školách a organizoval a moderoval koncerty slovenských umělců v Maďarsku. Připravoval rozhlasové pořady o slovenské hudbě pro szegedínský rozhlas.
Byl členem orchestru uměleckého souboru Lúčnica, členem Malého komorního orchestru a Souboru ĽUT ve Slovenském rozhlase. Upravoval lidové písně a komponoval.
Manželkou Alexandra Móžiho byla klavíristka Danica Móžiová-Nováková (*1928), se kterou často vystupoval na koncertech i v rozhlase.

## Dílo
Alexander Móži působil především jako etnomuzikolog a vysokoškolský pedagog. Byl sběratelem lidových písní nejen na Slovensku, ale i u Slováků žijících v Maďarsku. Zpracovával slovenské lidové písně pro potřeby folklórních souborů a pro Orchestr lidových nástrojů Slovenského rozhlasu.
Byl členem Poradného zboru pre oblasť ľudovej hudby pri Národnom osvetovom centre v Bratislave a členem představenstva Spolku hudobného folklóru pri Slovenskej hudobnej únii. Organizoval odborné semináře a publikoval mnoho odborných článků a monografií. Slovenský hudební fond mu v roce 2005 za jeho činnost udělil Cenu Pavla Tonkoviče.

### Knižní monografie (výběr)
- Komjatice 1256 – 2006. Združenie priateľov obce Komjatice, Komjatice, Bratislava 2008 (792 s., 1. vyd., štúdia a transkripcie historicky najstarších vrstiev ľudových piesní)
- Ľudové piesne a zvyky trnavskej roviny. Výber, zápis, spracovanie. Klub priateľov Trnavy, Národné osvetové centrum, Bratislava, Trnava 2005
- Brna, Miroslav – Móži, Alexander: Spevy dolnozemských Slovákov v kontexte hudobného folklóru stredného Slovenska. Vydavateľstvo Ivan Krasko, Nadlak, Bratislava 2003
- Na sarvašskom moste. Zbierka slovenských ľudových piesní zo Sarvaša Sarvaš 1999
- Móži, Alexander – Móžiová, Darina: Ľudová pieseň, jej minulosť a súčasnosť. Univerzita Komenského v Bratislave, Bratislava 1998
- Vybrané kapitoly z hudobnej folkloristiky. Osvetový ústav, Bratislava 1976
- Ondrejka, Kliment – Móži, Alexander: Úpravy ľudových tancov Liptova. Osvetový ústav, Bratislava 1971
- Variačná technika predníkov oblastí východného Slovenska. Osvetový ústav, Bratislava 1969

### Hudební dílo
- Maľované nuoty z Važca
- Stojí hruška v poli
- Štyri piesne z dolnej zeme
- Štyri slovenské ľudové tance z 18. storočia